# Jacek Wiśniewski (ur. 1976)
Jacek Andrzej Wiśniewski (ur. 4 sierpnia 1976 w Mielcu) – polski trener piłki siatkowej związany głównie ze Stalą Mielec, nauczyciel i działacz samorządowy, w latach 2018–2024 prezydent Mielca.

## Życiorys

### Wykształcenie i działalność sportowa
Syn Andrzeja i Marii. Trenował siatkówkę, był wychowankiem Stali Mielec. Po rozwiązaniu sekcji rozpoczął studia w Wyższej Szkole Pedagogicznej w Rzeszowie na kierunku wychowanie fizyczne. Grał wówczas w akademickiej drużynie AZS WSP, a po ukończeniu studiów występował w trzecioligowym zespole Piast Wadowice Górne. Zajął się działalnością trenerską w ramach KPSK Stal Mielec, był asystentem Marka Bernata, Krzysztofa Leszczyńskiego, Jerzego Skrobeckiego i Jerzego Matlaka. w październiku 2005 zastąpił tego ostatniego na funkcji pierwszego trenera tego zespołu. Pełnił ją do końca sezonu 2006/2007, kiedy to nowym trenerem został Roman Murdza.
W trakcie prowadzenia drużyny zajął kolejno 7. i 8. miejsce w PlusLidze Kobiet. Jego kadencja przypadła na trudny pod względem finansowym dla klubu okres. W sezonie 2009/2010 prowadził męską drużynę Błękitnych Ropczyce. Przed nowym sezonem zrezygnował z funkcji trenera z powodów zdrowotnych. W sezonie 2011/2011 był asystentem Adama Grabowskiego w KPSK Stal Mielec. W grudniu 2011 decyzją zarządu klubu Jacek Wiśniewski zastąpił go na stanowisku pierwszego trenera i prowadził ten zespół do końca sezonu 2011/2012.

### Działalność społeczna i zawodowa
Od 1998 zawodowo związany z oświatą. W latach 2007–2011 był kuratorem społecznym przy Sądzie Rejonowym w Mielcu. Od 2008 współpracował z Powiatowym Centrum Pomocy Rodzinie w Mielcu. W latach 2012–2016 był wicedyrektorem, a następnie w latach 2016–2018 dyrektorem Zespołu Szkół Ogólnokształcących nr 1 im. st. sierż. pilota Stanisława Działowskiego w Mielcu.
We wrześniu 2018 został ogłoszony przez KWW Razem dla Ziemi Mieleckiej kandydatem na prezydenta Mielca, gdy rezygnację z udziału w wyborach złożył Jan Myśliwiec. W pierwszej turze wyborów samorządowych z 21 października 2018 zajął drugie miejsce z wynikiem 28,47%, przechodząc do II tury wraz z Fryderykiem Kapinosem z PiS, który uzyskał 37,54% głosów. Został też wybrany do rady miejskiej Mielca, jednak wkrótce po wyborze złożył oświadczenie o rezygnacji z mandatu radnego. 4 listopada 2018 w drugiej turze wyborów samorządowych uzyskał 54,82% głosów i tym samym został wybrany na urząd prezydenta Mielca. Sprawowanie swojego urzędu formalnie rozpoczął 19 listopada. W wyborach parlamentarnych w 2023 bez powodzenia kandydował do Sejmu z listy Koalicji Obywatelskiej.
W wyborach w 2024 bezskutecznie startował ponownie na urząd prezydenta Mielca (przegrał w I turze z 7 kwietnia wynikiem 13,75% głosów). Nie uzyskał wówczas również mandatu radnego miejskiego. W tym samym roku z ramienia KO bez powodzenia startował w wyborach do Parlamentu Europejskiego z okręgu nr 9. Również w 2024 został zatrudniony w Kuratorium Oświaty w Rzeszowie na stanowisku wizytatora do spraw nadzoru pedagogicznego w delegaturze w Tarnobrzegu. W 2025 został dyrektorem Specjalistycznej Poradni Psychologiczno-Pedagogicznej w Mielcu.